# 히로시마 평화기념자료관

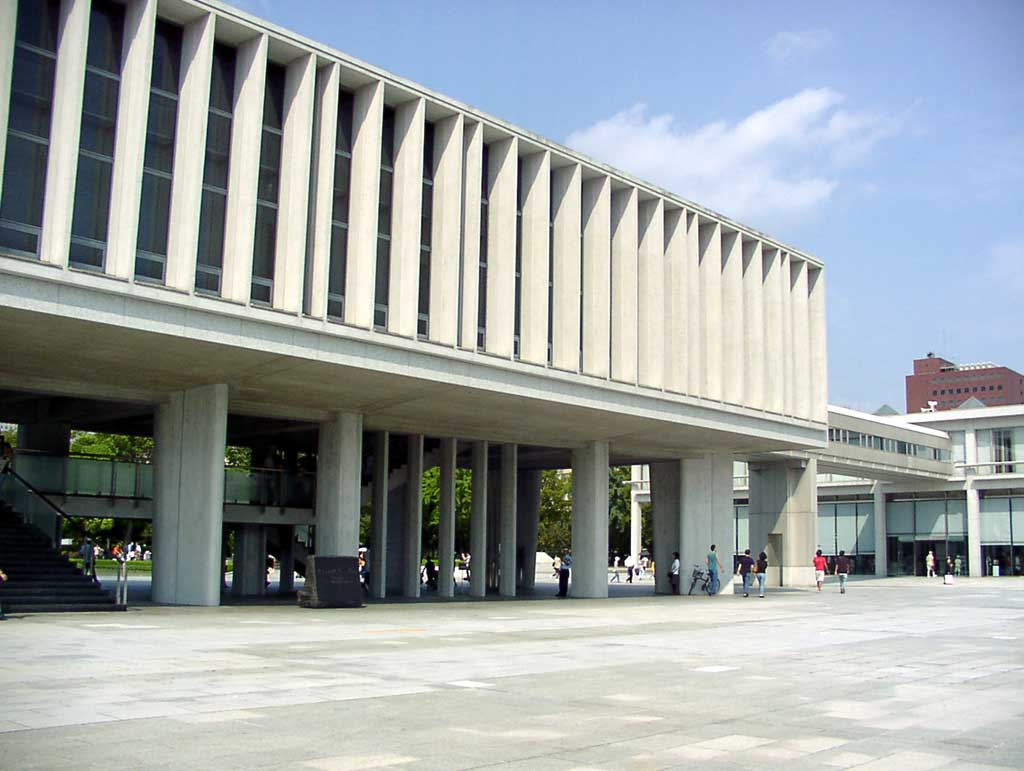
히로시마 평화기념자료관

히로시마 평화기념자료관(일본어: 広島平和記念資料館 히로시마헤와키넨시료칸[*])는 히로시마현 히로시마시 나카구에 위치한 박물관이다. 히로시마 평화기념공원 내에 있다. 히로시마 원폭의 참상을 후세에 전하기 위한 시설로, 운영은 히로시마 평화 문화 센터가 하고 있다.

## 같이 보기
- (일본어) 공식 웹사이트